# احمد بن علی آل ثانی
احمد بن علی آل ثانی (به عربی: احمد بن علی آل ثانی) (زاده ۱۹۲۲ – درگذشته ۲۵ نوامبر ۱۹۷۷) امیر سابق کشور قطر می‌باشد. وی در ۲۴ اکتبر ۱۹۶۰ بر اساس کناره‌گیری پدرش شیخ علی بن عبدالله آل ثانی در قطر به عنوان پنجمین حاکم قطر به قدرت رسید. در همان روز شیخ خلیفه بن حمد آل ثانی را به عنوان جانشین و معاون حاکم انتخاب کرد.

## استقلال از بریتانیا
شیخ احمد بن علی آل ثانی اولین حاکم قطر با عنوان امیر می‌باشد. از او به عنوان حاکمی با وقار و ریزبین و با خرد در مواجهه با مسائل یاد می‌کنند. با خروج بریتانیا در ماه ژانویه سال ۱۹۶۸، پیمان‌های تحت الحمایت بودن کشورهای خلیج فارس لغو شد از جمله پیمان ۱۹۱۶ با قطر.
دولت شیخ احمد در مذاکراتی که برای ایجاد کنفدراسیون شامل ۹ امارات خلیج فارس انجام شد شرکت کرد (به ترتیب: ۷ امارت نشین امارات متحده عربی کنونی به همرا یک امارت قطر و بحرین جمعاً ۹ امارات) اما پس از شکست مذاکرات، قطر به سمت استقلال پیش رفت.
در تاریخ ۲ آوریل سال ۱۹۷۰ قانون اساسی موقت برای قطر رسماً اعلام شد و شورای وزیران در ۲۸ مه همان سال به ریاست شیخ خلیفه بن حمد، وارث و معاون امیر برگزار شد. در ۳ سپتامبر، ۱۹۷۱ استقلال قطر، اعلام شد، پس از آن، مردم قطر وفاداری خود را به شیخ احمد بن علی آل ثانی به عنوان امیر دولت قطر اعلام کردند.

## میراث
در طول سلطنت شیخ احمد بن علی آل ثانی وضعیت مالی قطر به دلیل کشف چندین میدان نفتی جدید، شاهد پیشرفت‌های چشمگیری بود.
در سال ۱۹۶۵، یک انبار ذخیره نفت در جزیره حالول در شمال قطر تأسیس شد و در همان سال عملیات اکتشافی در میدان ابو الحنین آغاز شد. پس از آن قطر از اقتصاد منطقه ای بر اساس غواصی مروارید و تجارت سنتی به اقتصاد جهانی از طریق تولید نفت تبدیل شد.

### فرزندان[۲][۳]
شیخ عبدالعزیز بن احمد آل تانی
شیخ ناصر بن احمد آل تانی
شیخ حمد بن احمد آل ثانی
شیخ سعید بن احمد آل ثانی
شیخ حساس بنت احمد آل ثانی
شیخ عبدالله بن احمد آل ثانی
شیخ خالد بن احمد آل ثانی
شیخ منیرا بنت احمد آل ثانی
شیخ منصور بن احمد آل ثانی

## روابط با ایران
روابط ایران و قطر از همان زمان دوستانه و بر پایه احترام برابر بود. ایران که خواهان تفاهم و گسترش روابط دوستانه با همه کشورها بود، از نخستین کشورهایی بود که استقلال قطر را به رسمیت شناخت و بازآمدن این سرزمین کهن را به جامعهٔ بین‌المللی شاد باش گفت و در ۲۴ مهر ۱۳۵۰ ه-ش/ ۱۶ اکتبر ۱۹۷۱ م اعلام شناسایی و برقراری روابط سیاسی در سطح سفارت بین دو کشور منتشر شد. شیخ احمد بن علی آل ثانی در فروردین ۱۳۴۹ه‍.ش/۱۹۷۰م، به‌طور رسمی به ایران مسافرت کرد. همچنین در مهر ۱۳۵۰ بار دیگر به ایران آمد. شیخ خلیفه بن حمد آل ثانی نیز در زمان ولیعهدی به ایران آمد. در سال ۱۳۴۹ه‍.ش /۱۹۷۰ م، موافقتنامه تحدید حدود فلات قاره بین ایران و قطر بسته شد. در ۶ آذر ۱۳۵۰ ه‍.ش / ۱۹۷۱م، نخستین سفیر ایران در قطر، وارد دوحه شد و در ۱۱ آذر ۱۳۵۰ ه‍. ش، استوار نامه خود را به امیر قطر تسلیم کرد.
شیخ احمد بن علی آل ثانی علاقه بسیاری برای سفر و شکار در ایران داشته، طبق فیلمهای قدیمی در شبکه یوتیوب حداقل ۴ مرتبه برای تفریح و شکار به ایران سفر کرده.
همچنین از حاکمان دعوت شده به جشن‌های ۲۵۰۰ ساله شاهنشاهی ایران است.

## کناره‌گیری
در سال ۱۹۷۲ شیخ احمد که برای شکار در ایران به سر می‌برد با کودتای پسر عمویش خلیفه بن حمد آل ثانی از سلطنت خلع شد و پس از آن به دبی رفت.

## درگذشت
وی در سال ۱۹۷۷ در لندن بر اثر سرطان و در سن شصت سالگی درگذشت. جسد او به قطر منتقل شد و طی یک مراسم تشییع جنازه رسمی در حضور امیر و خانواده حاکم در گورستان الریان دفن و سه روز عزاداری اعلام شد.

## نشانها و افتخارات
(۱۹۵۳)Queen Elizabeth II Coronation Medal
(Collar of the Order of the Nile of Egypt (27 اوت ۱۹۶۱